# نهر جي بارانا
نهر جي بارانا ( Rio Ji-Paraná ؛ نهر ماتشادو) ، الذي يتم تهجئته في بعض الأحيان جيبارانا، هو نهر في ولاية روندونيا في غرب البرازيل. وهو رافد لنهر ماديرا في حوض الأمازون . لجزء كبير من طوله يعمل بالتوازي تقريبا مع حدود ولاية شمال شرق روندونيا. يتم تقسيم مدينة جي بارانا على النهر.
تمت تغطية جزء من حوض النهر 221,218 هكتار (546,640 أكر) فيغابة جاكوندا الوطنية، وهي وحدة الحفاظ على الاستخدام المستدام. جزء من الحوض يقع في 346,861 هكتار (857,110 أكر) في محمية جارو البيولوجية، وهي وحدة محمية بالكامل تم إنشاؤها في عام 1984. يشكل النهر الحدود الجنوبية في روندونيا بحديقة كامبوس أمازونيا الوطنية، وهي منطقة تم إنشاؤها عام 2006 وتحمل جيبًا غير عادي من نباتات سيرادو في غابات الأمازون المطيرة.